# Bry-sur-Marne
Bry-sur-Marne là một xã ở ngoại ô phía đông của Paris, Pháp. Nó nằm cách 12,6 km (7,8 mi) tình từ trung tâm của Paris.

## Thành phố kết nghĩa
- Sawbridgeworth, Hertfordshire, Anh
- Moosburg an der Isar, Đức

## Cư dân nổi tiếng
Laurel Zuckerman, nhà văn